# Championnat d'Allemagne de football 1937-1938
Navigation
Meisterschaft
(Gauligen)
1936-1937 Meisterschaft
(Gauligen)
1938-1939
La saison 1937-1938 du Championnat d'Allemagne de football était la 31e édition de la première division allemande. Seize clubs participent à la compétition nationale, il s'agit des 16 vainqueurs des Gauligen, les championnats régionaux mis en place par le régime nazi.
Les 16 équipes disputent un premier tour où elles sont réparties en 4 poules de 4 équipes, chacune rencontre ses 3 adversaires 2 fois, à domicile et à l'extérieur. L'équipe classée première du groupe à la fin de la première phase est qualifiée pour le tableau final, qui se joue en demi-finale et finale sur match simple.
Hannover 96 remporte la finale -rejouée- en s'imposant face à Schalke 04. C'est le tout premier titre de champion d'Allemagne de son histoire.

## Les 16 clubs participants
| - Ostpreußen : York Instenburg - Poméranie : SC Stettin - Brandebourg : BSV 92 Berlin - Schliesen : VfR Gleiwitz - Sachsen : BC Hartha Chemnitz - Centre : SV Dessau 05 - Nordmark : Hambourg SV - Niedersachsen : Hannover 96 | - Westphalie : Schalke 04 - Niederrhein : Fortuna Düsseldorf - Mittelrhein : Alemannia Aachen - Hesse : FC Hanau 93 - Sud-Ouest : Eintracht Francfort - Bade : SV Waldhof Mannheim - Wurttemberg : VfB Stuttgart - Bavière : FC Nuremberg |

## Compétition

### Premier tour
Les 16 champions de Gauliga sont répartis en 4 poules de 4 équipes, seul le premier accède aux demi-finales.

#### Groupe 1
| Rang | Équipe              | Pts | J | G | N | P | Bp | Bc | Diff |  | Résultats (▼ dom., ► ext.) | Hamb | Eint | Stet | York |
| ---- | ------------------- | --- | - | - | - | - | -- | -- | ---- |  | -------------------------- | ---- | ---- | ---- | ---- |
| 1    | Hambourg SV         | 10  | 6 | 5 | 0 | 1 | 21 | 5  | +16  |  | Hambourg SV                |      | 5-0  | 2-0  | 6-0  |
| 2    | Eintracht Francfort | 10  | 6 | 5 | 0 | 1 | 24 | 13 | +11  |  | Eintracht Francfort        | 3-2  |      | 6-5  | 5-0  |
| 3    | SC Stettin          | 4   | 6 | 2 | 0 | 4 | 12 | 18 | -6   |  | SC Stettin                 | 1-3  | 0-5  |      | 1-0  |
| 4    | York Instenburg     | 0   | 6 | 0 | 0 | 6 | 4  | 25 | -21  |  | York Instenburg            | 1-3  | 1-5  | 2-5  |      |

#### Groupe 2
| Rang | Équipe              | Pts | J | G | N | P | Bp | Bc | Diff |  | Résultats (▼ dom., ► ext.) | Scha | Mann | Berl | Dess |
| ---- | ------------------- | --- | - | - | - | - | -- | -- | ---- |  | -------------------------- | ---- | ---- | ---- | ---- |
| 1    | Schalke 04          | 8   | 6 | 3 | 2 | 1 | 19 | 6  | +13  |  | Schalke 04                 |      | 1-2  | 3-0  | 6-1  |
| 2    | SV Waldhof Mannheim | 8   | 6 | 3 | 2 | 1 | 15 | 10 | +5   |  | SV Waldhof Mannheim        | 2-2  |      | 3-2  | 1-1  |
| 3    | BSV 92 Berlin       | 4   | 6 | 1 | 2 | 3 | 8  | 11 | -3   |  | BSV 92 Berlin              | 1-1  | 3-1  |      | 0-0  |
| 4    | SV Dessau 05        | 4   | 6 | 1 | 2 | 3 | 6  | 21 | -15  |  | SV Dessau 05               | 0-6  | 1-6  | 3-2  |      |

#### Groupe 3
| Rang | Équipe             | Pts | J | G | N | P | Bp | Bc | Diff |  | Résultats (▼ dom., ► ext.) | Fort | Hart | Stut | Glei |
| ---- | ------------------ | --- | - | - | - | - | -- | -- | ---- |  | -------------------------- | ---- | ---- | ---- | ---- |
| 1    | Fortuna Düsseldorf | 10  | 6 | 4 | 2 | 0 | 14 | 4  | +10  |  | Fortuna Düsseldorf         |      | 2-2  | 3-0  | 3-1  |
| 2    | BC Hartha Chemnitz | 6   | 6 | 1 | 4 | 1 | 8  | 12 | -4   |  | BC Hartha Chemnitz         | 1-1  |      | 1-1  | 0-5  |
| 3    | VfB Stuttgart      | 5   | 6 | 2 | 1 | 3 | 14 | 9  | +5   |  | VfB Stuttgart              | 0-2  | 1-2  |      | 5-0  |
| 4    | VfR Gleiwitz       | 3   | 6 | 1 | 1 | 4 | 9  | 20 | -11  |  | VfR Gleiwitz               | 0-3  | 2-2  | 1-7  |      |

#### Groupe 4
| Rang | Équipe           | Pts | J | G | N | P | Bp | Bc | Diff |  | Résultats (▼ dom., ► ext.) | Hano | Nure | Aach | Hana |
| ---- | ---------------- | --- | - | - | - | - | -- | -- | ---- |  | -------------------------- | ---- | ---- | ---- | ---- |
| 1    | Hannover 96      | 12  | 6 | 6 | 0 | 0 | 16 | 5  | +11  |  | Hannover 96                |      | 2-1  | 2-1  | 1-0  |
| 2    | FC Nuremberg     | 8   | 6 | 4 | 0 | 2 | 15 | 9  | +6   |  | FC Nuremberg               | 1-2  |      | 3-1  | 4-1  |
| 3    | Alemannia Aachen | 4   | 6 | 2 | 0 | 4 | 11 | 17 | -6   |  | Alemannia Aachen           | 1-6  | 2-4  |      | 4-2  |
| 4    | FC Hanau 93      | 0   | 6 | 0 | 0 | 6 | 5  | 16 | -11  |  | FC Hanau 93                | 1-3  | 1-2  | 0-2  |      |

### Demi-finale
- Tous les matchs ont eu lieu le 29 mai 1938.

| Équipe 1         | Résultat | Équipe 2           |
| ---------------- | -------- | ------------------ |
| Hannover 96 a.p. | 3 - 2    | Hambourg SV        |
| Schalke 04       | 1 - 0    | Fortuna Düsseldorf |

### Match pour la3eplace
| 26 juin 1938 | Fortuna Düsseldorf | 0 - 0 a.p. | Hambourg SV | Kampfbahn, Brême |  |
|              |                    |            |             |                  |  |

| 3 juillet 1938 | Fortuna Düsseldorf | 4 - 2 | Hambourg SV | Olympiastadion, Berlin |
| Match rejoué   |                    |       |             |                        |

### Finale
| 26 juin 1938 | Hannover 96 | 3 - 3 a.p. | Schalke 04 | Olympiastadion, Berlin                                     |
|              |             |            |            | Spectateurs : 92 895 Arbitrage : Wilhelm Peters (Hambourg) |

| 3 juillet 1938 | Hannover 96 | 4 - 3 a.p. | Schalke 04 | Olympiastadion, Berlin |                      |
| Match rejoué   |             |            |            | Spectateurs : 94 812   | Spectateurs : 94 812 |

## Bilan de la saison
| Tableau d'Honneur                   |              |
| Compétition                         | Vainqueur    |
| Championnat d'Allemagne de football | Hannover 96  |
| Coupe d'Allemagne de football       | Rapid Vienne |